# Sainte-Marie-sur-Ouche
Sainte-Marie-sur-Ouche è un comune francese di 702 abitanti situato nel dipartimento della Côte-d'Or nella regione della Borgogna-Franca Contea.

## Società

### Evoluzione demografica
Abitanti censiti